# Whitney Toyloy

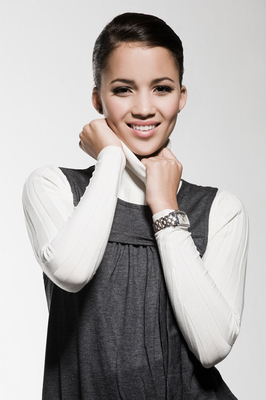
Whitney Toyloy (2008)

Whitney Toyloy (* 21. Juli 1990 in Zürich) ist ein Schweizer Model und die Miss Schweiz 2008.

## Leben
Toyloy wurde am 27. September 2008 im Schweizer Fernsehen zur Miss Schweiz 2008 gewählt; mit 18 Jahren war sie die jüngste aller 16 Kandidatinnen. Sie erhielt den Miss-Titel in Nachfolge von Amanda Ammann. In der Folge nahm Toyloy im August 2009 am Miss-Universe-Wettbewerb teil und erreichte eine Platzierung in den «Top Ten».
Zum Zeitpunkt der Wahl lebte sie in Yverdon im Kanton Waadt und besuchte dort die Kantonsschule. 2010 legte sie die Matura ab. Später nahm Toyloy ein Studium an der Hotelfachschule Lausanne (EHL) auf.